# 博比·库克
罗伯特·伯纳德·库克（英語：Robert Bernard Cook，1923年4月1日—2004年10月11日），美国NBA联盟前职业篮球运动员。